# Kantadhee Kusiri
Kantadhee Kusiri (Chonburi, 19 mei 1993) is een Thais autocoureur.

## Carrière
Kusiri begon zijn autosportcarrière in 2009 in het Thai Honda Civic Racing Festival, waarin hij als tweede in het kampioenschap eindigde. In 2010 stapte hij over naar de Thai Honda Jazz Cup en werd in zijn eerste poging kampioen. In 2011 ging hij rijden in de Pro Racing Series en werd in 2011 en 2014 kampioen in deze klasse. In 2012 stapte hij over naar de Thai Touring Car Series en werd tweede in de eindstand. In 2013 reed hij in de S1500-klasse van de Thailand Super Series, die hij winnend afsloot. Daarnaast won hij de Touring Production-klasse van de 12 uur van Sepang. In 2014 keerde hij terug naar de Thailand Super Series en werd derde in de S2000-klasse in zowel 2014 als 2015.
In 2015 maakte Kusiri tevens de overstap naar Europa, waarin hij uitkwam in de laatste drie raceweekenden van de Euroformula Open voor het team MKTG. Met een achtste plaats op Spa-Francorchamps als beste resultaat eindigde hij op de zestiende plaats in het kampioenschap met 13 punten.
In 2016 stapte Kusiri binnen de Euroformula Open over naar RP Motorsport, het hoofdteam van MKTG. Daarnaast werd bekend dat hij dat jaar zijn debuut ging maken in de TCR International Series tijdens zijn thuisrace op het Chang International Circuit voor het team Eakie BBR Kaiten in een Honda Civic TCR. Hij eindigde de races als zesde en negende, waarmee hij tien punten scoorde.